# ایندکس ونچر
ایندکس ونچر (انگلیسی: Index Ventures) شرکت سرمایه‌گذاری آمریکایی است، که در سال ۱۹۹۶ تأسیس شد.